# Paroisses de Jersey

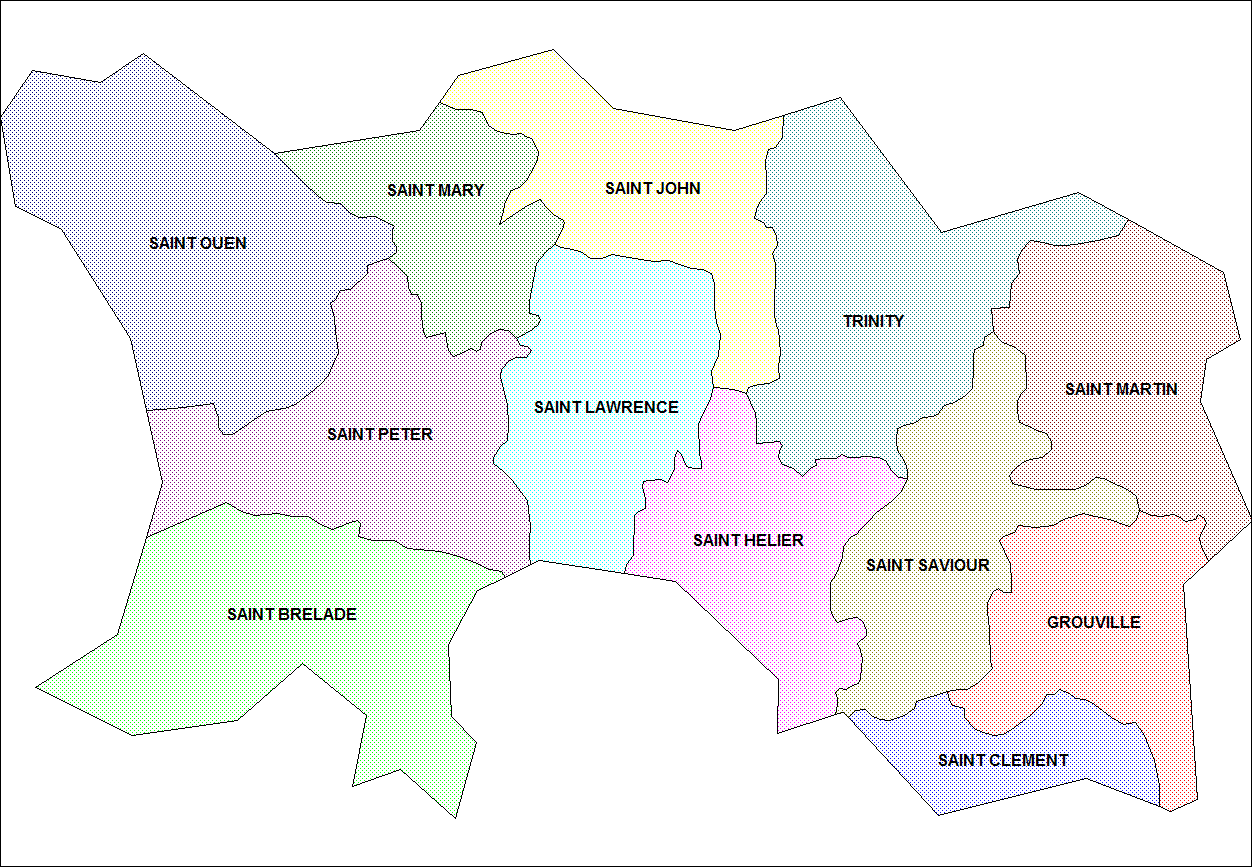
Carte de Jersey présentant son découpage en paroisses.

Les paroisses sont les subdivisions territoriales de Jersey.

## Caractéristiques
Jersey est subdivisée en douze paroisses (en anglais : parishes, en jersiais : pâraisses:). Toutes ont accès à la mer et portent le nom du saint auquel étaient dédiés les anciennes paroisses religieuses (Grouville l'étant à saint Martin de Grouville).

## Liste
| Paroisse      | Nom anglais    | Nom jersiais     | Superficie (km²) | Population (2001) | Densité (hab./km²) |
| ------------- | -------------- | ---------------- | ---------------- | ----------------- | ------------------ |
| Saint-Brélade | Saint Brélade  | Saint Brélade    | +012,8           | +10 134,          | +0792,             |
| Saint-Clément | Saint Clement  | Saint Cliément   | +004,2           | +08 196,          | +1 951,            |
| Grouville     | Grouville      | Grouville        | +007,8           | +04 702,          | +0603,             |
| Saint-Hélier  | Saint Helier   | Saint Hélyi      | +010,6           | +28 310,          | +2 671,            |
| Saint-Jean    | Saint John     | Saint Jean       | +008,7           | +02 618,          | +0301,             |
| Saint-Laurent | Saint Lawrence | Saint Louothains | +009,5           | +04 702,          | +0495,             |
| Sainte-Marie  | Saint Mary     | Sainte Mathie    | +006,5           | +01 591,          | +0245,             |
| Saint-Martin  | Saint Martin   | Saint Martîn     | +010,3           | +03 628,          | +0352,             |
| Saint-Ouen    | Saint Ouen     | Saint Ouën       | +015,            | +03 803,          | +0254,             |
| Saint-Pierre  | Saint Peter    | Saint Pièrre     | +011,6           | +04 293,          | +0370,             |
| Saint-Sauveur | Saint Saviour  | Saint Saûveux    | +009,3           | +11 491,          | +1 236,            |
| La Trinité    | Trinity        | La Trinneté      | +012,3           | +02 718,          | +0221,             |
| Total         | Total          | Total            | +118,6           | +86 186,          | +0727,             |

Grouville incorpore les Minquiers ; Saint-Martin incorpore les Écréhou.

## Structure
Chaque paroisse est dirigée par un connétable (en anglais : Constable ; en jersiais : Connêtabl'ye), élu pour trois ans. Les procureurs du bien public (deux par paroisse), également élus pour trois ans, gèrent les fonds et les propriétés de la paroisse. Sont également élus des centeniers et un comité des chemins de trois membres (cinq membres à Saint-Hélier) avec le connétable et le recteur. 
Les connétables supervisent, dans chaque paroisse, les membres qui composent la police honorifique de Jersey.
Les assemblées paroissiales forment l'organe législatif des gouvernements locaux.

## Subdivisions
Chaque paroisse est divisée en vingtaines (ou cueillettes à Saint-Ouen). Chaque vingtaine est représentée par deux vingteniers, deux inspecteurs des chemins et trois officiers du connétable.